# Élection présidentielle salvadorienne de 2019
L'élection présidentielle salvadorienne de 2019 a lieu le 3 février 2019 afin d'élire le président et le vice-président de la république du Salvador. En accord avec la constitution, le président sortant Salvador Sánchez Cerén du Front Farabundo Martí de libération nationale (FMLN) n'est pas candidat à sa réélection.
Le candidat anti système Nayib Bukele l'emporte dès le premier tour avec un peu plus de 53 % des voix.

## Mode de scrutin
Le président du Salvador est élu au scrutin uninominal majoritaire à deux tours pour un mandat de cinq ans non renouvelable de manière consécutive. Si aucun candidat ne l'emporte au premier tour, un second est organisé le mois suivant entre les deux candidats arrivés en tête. Les candidats à la présidence et à la vice-présidence se présentent sur un ticket commun. Les candidats doivent par ailleurs être membres d'un parti politique.

## Résultats

### Nationaux
|                          | Nayib Bukele Félix Ulloa        | GANA                     | 1 434 856 | 53,10 |  |  |
|                          | Carlos Calleja Carmen Aída Lazo | ARENA                    | 857 084   | 31,72 |  |  |
|                          | Hugo Martínez Karina Sosa       | FMLN                     | 389 289   | 14,40 |  |  |
|                          | Josué Alvarado Roberto Rivera   | Vamos                    | 20 763    | 0,76  |  |  |
|                          |                                 |                          |           |       |  |  |
| Votes valides            | Votes valides                   | Votes valides            | 2 701 992 | 98,86 |  |  |
| Votes blancs             | Votes blancs                    | Votes blancs             | 4 841     | 0,18  |  |  |
| Votes nuls               | Votes nuls                      | Votes nuls               | 26 345    | 0,97  |  |  |
| Total                    | Total                           | Total                    | 2 733 178 | 100   |  |  |
| Abstention               | Abstention                      | Abstention               | 2 535 233 | 48,12 |  |  |
| Inscrits / participation | Inscrits / participation        | Inscrits / participation | 5 268 411 | 51,88 |  |  |

### Par département
| Départements         | Nayib Bukele | Nayib Bukele | Carlos Calleja | Carlos Calleja | Hugo Martínez | Hugo Martínez | Josué Alvarado | Josué Alvarado |       |
| Départements         | Voix         | %            | Voix           | %              | Voix          | %             | Voix           | %              |       |
| -------------------- | ------------ | ------------ | -------------- | -------------- | ------------- | ------------- | -------------- | -------------- | ----- |
| Départements         | Ahuachapán   | 59 689       | 43.05%         | 50 051         | 36.10%        | 28 257        | 20.38%         | 660            | 0.47% |
| Cabañas              | 31 346       | 47.17%       | 26 325         | 39.61%         | 8 586         | 12.92%        | 199            | 0.30%          |       |
| Chalatenango         | 42 092       | 44.92%       | 30 364         | 32.40%         | 20 934        | 22.34%        | 316            | 0.34%          |       |
| Cuscatlán            | 57 795       | 50.09%       | 39 098         | 33.89%         | 17 882        | 15.50%        | 609            | 0.52%          |       |
| La Libertad          | 177 832      | 51.80%       | 127 868        | 37.25%         | 33 823        | 9.85%         | 3 756          | 1.10%          |       |
| La Paz               | 79 803       | 57.59%       | 40 762         | 29.41%         | 17 357        | 12.53%        | 656            | 0.47%          |       |
| La Unión             | 49 871       | 54.47%       | 29 138         | 31.82%         | 12 256        | 13.39%        | 295            | 0.32%          |       |
| Morazán              | 31 649       | 39.10%       | 26 007         | 32.13%         | 23 102        | 28.54%        | 193            | 0.23%          |       |
| San Miguel           | 98 064       | 54.34%       | 43 960         | 24.36%         | 37 529        | 20.80%        | 906            | 0.50%          |       |
| San Salvador         | 479 991      | 58.32%       | 246 792        | 29.99%         | 86 656        | 10.53%        | 9 582          | 1.16%          |       |
| San Vicente          | 33 765       | 46.42%       | 22 786         | 31.33%         | 15 921        | 21.89%        | 266            | 0.36%          |       |
| Santa Ana            | 123 413      | 54.25%       | 77 550         | 34.09%         | 24 695        | 10.86%        | 1 821          | 0.80%          |       |
| Sonsonate            | 101 794      | 52.94%       | 60 796         | 31.62%         | 28 599        | 14.87%        | 1 095          | 0.57%          |       |
| Usulután             | 64 619       | 48.30%       | 35 422         | 26.47%         | 33 350        | 24.93%        | 406            | 0.30%          |       |
| Votes de la diaspora | 3 133        | 86.00%       | 165            | 4.53%          | 342           | 9.39%         | 3              | 0.08%          |       |

## Analyse
Le candidat anti système Nayib Bukele l'emporte dès le premier tour avec un peu plus de 53 % des voix. Ses principaux opposants reconnaissent rapidement leur défaite. Ancien maire de la capitale San Salvador, âgé de 37 ans, Bukele avait fini par dominer la campagne en se focalisant sur l'importante criminalité due notamment aux gangs, ainsi que sur la pauvreté que connait le pays. Avec une campagne axée sur les jeunes générations, très dure avec la classe politique après être sorti du sérail, il est souvent qualifié « d'enfant terrible » de la classe politique salvadorienne. Candidat de la Grande alliance pour l'unité nationale, un parti de centre droit, Bukele devra cependant composer avec un parlement dominé par le parti de droite ARENA depuis les législatives de 2018,